# Algemene verkiezingen in Malawi (1992)
| Stemverhoudingen in % |
| --------------------- |
|                       |

De algemene verkiezingen in Malawi van 1992 vonden op 26 en 27 juni plaats op basis van een eenpartijstelsel met de Malawi Congress Party (MCP) als enige toegestane partij. (Er waren in de meeste gevallen wel meerdere kandidaten per zetel.) Het aantal verkiesbare parlementszetels werd flink uitgebreid van 112 naar 141. President voor het leven Hastings Banda benoemde daarnaast nog tien parlementariërs. Zij hadden tot taak de verschillende belangengroepen en etnische groepen te vertegenwoordigen. Volgens de regering lag de opkomst op 80%, maar het werkelijke aantal lag veel lager: 40%.

## Uitslag

### Nationale Vergadering
| Partij                           | Partij                           | %         | Zetels |
| -------------------------------- | -------------------------------- | --------- | ------ |
|                                  | Malawi Congress Party            |           | 141    |
| Benoemde leden                   | Benoemde leden                   |           | 10     |
| Totaal                           | Totaal                           |           | 151    |
|                                  |                                  |           |        |
| Aantal kiesgerechtigden/ Opkomst | Aantal kiesgerechtigden/ Opkomst | 2.203.103 | 40,00% |
| Bron: IPU                        |                                  |           |        |

## Nasleep
Het jaar 1992 was een onrustig jaar in Malawi en de roep onder de bevolking tot het instellen van een meerpartijenstelsel werd steeds luider. Aanvankelijk probeerde president voor het leven Hastings Banda de protesten met geweld de kop in te drukken. Hij maakte hierbij niet alleen gebruik van het leger en de politie maar ook van de fanatieke jeugdmilitie, Youth League. Uiteindelijk moest Banda zwichten voor de protesten. Hij schreef in 1993 een referendum uit waarin een grote meerderheid zich uitsprak voor het beëindigen van het eenpartijstelsel (64,69%).Banda's titel "president voor het leven" werd kort hierop door een speciale assemblee herroepen. Ook werd zijn macht als president flink ingeperkt De eerste verkiezingen op basis van een meerpartijenstelsel vonden in 1994 plaats en resulteerden in een overwinning voor de oppositie.